# Памятник труженикам тыла и детям войны (Октябрьский)
Памятник труженикам тыла и детям войны — памятник в городе Октябрьском Республики Башкортостан.

## История
4 сентября 2016 года в Парке Победы города Октябрьский у мемориального комплекса «Думы солдата» состоялось открытие памятника труженикам тыла и детям войны. Оно было приурочено к 71-й годовщине окончания Второй мировой войны. Жителей города с этим событием поздравил присутствовавший на торжественном мероприятии Глава Башкортостана Рустэм Хамитов, который вместе с почётным гражданином города, Героем Социалистического Труда — Ляйлой Марданшиной, открыли монумент. Одновременно руководитель республики выполнил ещё одну почётную миссию — вручил орден Красной Звезды ветерану Великой Отечественной войны Алексею Васильевичу Купцову (род. 1924), который был представлен к награждению 16 мая 1945 года и получил только сейчас.
Камень в основание будущего монумента был заложен 7 мая 2015 года, после чего была объявлена акция «Народный памятник» по сбору средств на его строительство — от граждан и предприятий города поступило более 4 миллионов рублей.

## Описание
Авторами памятника стали художник по металлу Сабир Насыров и скульптор Вячеслав Кузнецов. Скульптурная композиция представляет собой фигуры женщины, несущей колосья, и ребёнка, над которыми — рукотворный фонтан нефти, символизирующий город (изображён на гербе и флаге города Октябрьского). Скульптурная группа отлита из бронзы на Нижнетагильском художественном литейном заводе.
Установлен памятник на постаменте, отделанном гранитными плитами. На лицевой части постамента надпись: «ТРУЖЕНИКАМ ТЫЛА И ДЕТЯМ ВОЙНЫ 1941−1945».